# Попов, Георгий Артурович
Георгий Артурович Попов (27 мая 2001, Моздок, Северная Осетия, Россия) — российский тхэквондист. Призёр чемпионата мира. Победитель Юношеских Олимпийских игр.

## Биография
Родился в Моздоке. В 2010 году вместе с семьей перебрался в Ростов-на-Дону. Здесь он и начал заниматься тхэквондо. Вместе со своим братом Сагателом записался в секцию этого вида спорта, где тренировался под руководством Павла Анатольевича Хена. 26 июня 2017 года ему было присвоено звание мастер спорта России. 8 октября 2018 года в Буэнос-Айресе одержал победу на Юношеских Олимпийских играх. В декабре 2018 года в Рязани, победив в финале Алексея Рудника из Астраханской области, выиграл чемпионат России. 17 мая 2019 года дошёл до финала чемпионата мира в Манчестере, в котором уступил Пэ Чжун Со из Южной Корее, став серебряным призёром. 26 июля 2020 года ему было присвоено звание мастер спорта России международного класса. В ноябре 2020 года в Москве в финале чемпионата России уступил Али Алиеву из Дагестана, став серебряным медалистом. В сентябре 2021 года в Одинцово он дошёл до финала чемпионата России, в котором уступил Сергею Кирсанову из Татарстана, завоевав серебро.

## Достижения
- Юношеские Олимпийские игры 2018 — ;
- Чемпионат России по тхэквондо 2018 — ;
- Чемпионат мира по тхэквондо 2019 — ;
- Чемпионат России по тхэквондо 2020 — ;
- Чемпионат России по тхэквондо 2021 — ;